# Distretto di Tachov
Il distretto di Tachov (in ceco okres Tachov) è un distretto della Repubblica Ceca nella regione di Plzeň. Il capoluogo di distretto è la città di Tachov.

## Geografia antropica
Il distretto conta 51 comuni:

### Città
- Bezdružice
- Bor
- Černošín
- Kladruby
- Planá
- Přimda
- Stříbro
- Tachov

### Comuni mercato
- Chodová Planá
- Stráž

### Comuni
- Benešovice
- Brod nad Tichou
- Broumov
- Cebiv
- Chodský Újezd
- Ctiboř
- Částkov
- Dlouhý Újezd
- Erpužice
- Halže
- Horní Kozolupy
- Hošťka
- Kočov
- Kokašice
- Konstantinovy Lázně
- Kostelec
- Kšice
- Lesná
- Lestkov
- Lom u Tachova
- Milíře
- Obora
- Olbramov
- Ošelín
- Prostiboř
- Rozvadov
- Skapce
- Staré Sedliště
- Staré Sedlo
- Studánka
- Sulislav
- Svojšín
- Sytno
- Tisová
- Trpísty
- Třemešné
- Únehle
- Vranov
- Zadní Chodov
- Záchlumí
- Zhoř